# Fūka Izumi
Fūka Izumi (和泉 風花 Izumi Fūka?, 11 de enero) es una seiyū japonesa afiliada a Amuse, Inc. Ha estado activa en la industria del entretenimiento desde 2018 y ha interpretado papeles en Z/X y en el juego Kemono Friends 3. En 2024, interpretó a Utena Hiiragi en Mahō Shōjo ni Akogarete y a Meme Bashame en Shikanoko Nokonoko Koshitantan. También fue elegida para interpretar a Rin Rindō, la protagonista de Highspeed Etoile.

## Biografía
Fūka Izumi desarrolló un interés por el anime a una edad temprana, viéndolos desde sus días de escuela primaria. Se interesó en convertirse en actriz de doblaje después de ver la serie de televisión de anime Gintama, habiendo sido fan de Weekly Shōnen Jump y las adaptaciones de anime de su serie de manga. También cita la actuación de voz de Miyu Irino en la serie de anime Haikyū!! como inspiración para su interés. Inicialmente tenía dudas sobre poder seguir una carrera como actriz de doblaje, pensando que habría sido imposible para ella convertirse en una, pero cuando ingresó a la escuela secundaria sintió que era lo que quería seguir. Mientras estaba en la escuela secundaria, se desempeñó como gerente del club de natación a pesar de no ser miembro oficial del club, lo que la llevó a describir su participación como un "miembro del club fantasma".
Después de un período de formación en el Instituto de Actores de Narración de Japón, Izumi comenzó su carrera en 2018 y se unió a la agencia de talentos VIMS. Interpretó papeles en series de anime como Z/X: Code Reunion, así como en juegos como Magia Record y Kemono Friends 3. También se convirtió en miembro de las unidades de actuación de voz SHiFT para Z/X y Hanamaru Animal para Kemono Friends. Izumi dejó VIMS en 2022 y se unió a Amuse, Inc. más tarde ese año. En 2024, interpretó el papel de Utena Hiiragi en Mahō Shōjo ni Akogarete y Rin Rindō en Highspeed Etoile.

## Filmografía
Los papeles principales están en negrita

### Anime
| Año  | Título                                                                                  | Rol                                          | Refs.  |
| ---- | --------------------------------------------------------------------------------------- | -------------------------------------------- | ------ |
| 2019 | Granblue Fantasy: The Animation                                                         | Chica                                        | [ 8 ]  |
| 2021 | Tatoeba Last Dungeon Mae no Mura no Shōnen ga Joban no Machi de Kurasu Yō na Monogatari | Berry                                        | [ 8 ]  |
| 2022 | Kawaii dake ja Nai Shikimori-san                                                        | Chicas escolares                             | [ 8 ]  |
| 2023 | The Legend of Heroes: Sen no Kiseki Northern War                                        | Chicas tomando helado                        | [ 8 ]  |
| 2023 | Boku no Kokoro no Yabai Yatsu                                                           | Alumnas de secundaria Daijuni                | [ 8 ]  |
| 2023 | Ao no Orchestra                                                                         | Estudiantes de primer año de Umimaku, Suzuki | [ 8 ]  |
| 2024 | Mahō Shōjo ni Akogarete                                                                 | Utena Hiiragi / Magia Baser                  | [ 9 ]  |
| 2024 | Highspeed Etoile                                                                        | Rin Rindō                                    | [ 10 ] |
| 2024 | Madо̄gushi Dahlia wa Utsumukanai: Kyō kara Jiyū na Shokunin Life                         | Lucia Fano                                   | [ 11 ] |
| 2024 | Shikanoko Nokonoko Koshitantan                                                          | Meme Bashame                                 | [ 12 ] |
| 2024 | Himitsu no AiPri                                                                        | Tamura Chaimu                                |        |
| 2025 | Hana wa Saku, Shura no Gotoku                                                           | An Natsue                                    | [ 13 ] |

### Películas
| Año  | Título             | Rol          | Refs.  |
| ---- | ------------------ | ------------ | ------ |
| 2024 | Sūfunkan no Yell o | Emi Nakagawa | [ 14 ] |